# Engyprosopon filimanus
Engyprosopon filimanus és un peix teleosti de la família dels bòtids i de l'ordre dels pleuronectiformes. Va ser descrit per Charles Tate Regan el 1908.
Pot arribar als 5,8 cm de llargària total. Es troba a les costes occidentals dels oceans Índic i Pacífic.